# Ianis Hagi
Pour les articles homonymes, voir Hagi (homonymie).
Ianis Hagi, né le 22 octobre 1998 à Istanbul (Turquie), est un footballeur international roumain qui évolue au poste de milieu offensif au Rangers FC. 
Il possède également la nationalité turque.
Il est le fils de Gheorghe Hagi, ancien international roumain et est le neveu de Gheorghe Popescu, lui aussi ancien international roumain.

## Biographie

### Carrière en club

#### Viitorul Constanța (2014-2016)

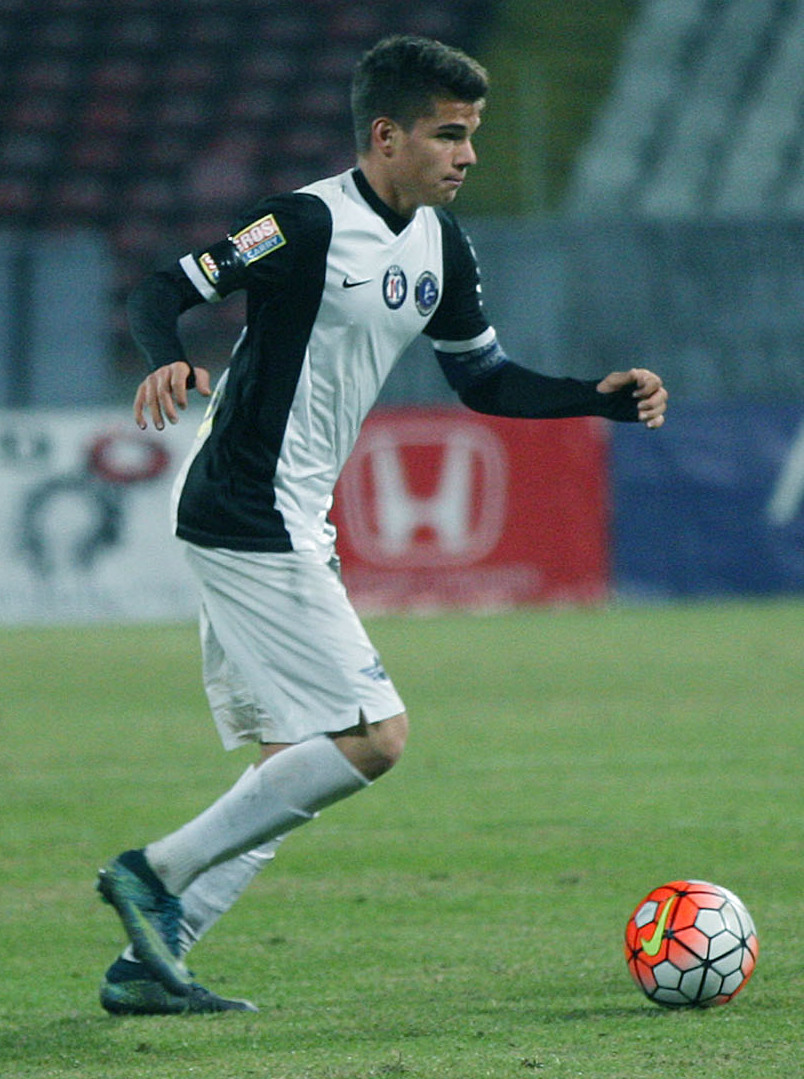
Ianis Hagi sous le maillot du Viitorul Constanța en 2015

Il rejoint l'académie de football Gheorghe Hagi à l'âge de 10 ans et fait ses débuts en Liga I, le 5 décembre 2014 avec le Viitorul Constanţa, à l'âge de 16 ans, lorsqu'il remplace Silviu Pană (en) à la dernière minute lors d'une défaite à domicile contre le FC Botoșani.
En août 2015, il devient capitaine de son équipe et en octobre, il est nommé par The Guardian parmi les cinquante meilleurs jeunes footballeurs du monde nés en 1998.

#### ACF Fiorentina (2016-2018)
Il rejoint la Fiorentina lors de l'été 2016, pour 2 millions d'euros. Il fait ses débuts en Serie A le 23 octobre 2016, remplaçant Josip Iličić lors d'une victoire 5 à 3 contre Cagliari.
En avril 2017, Hagi est nommé pour le prix de l'European Golden Boy.

#### Retour au Viitorul Constanța (2018-2019)
Il retourne au Viitorul Constanța le 18 janvier 2018 pour un montant de 2 millions d'euros, la Fiorentina ayant droit à 30 % des futurs indemnités de transfert. En 7, il se voit nouveau nommé pour le prix de l'European Golden Boy.

#### KRC Genk (2019-2020)

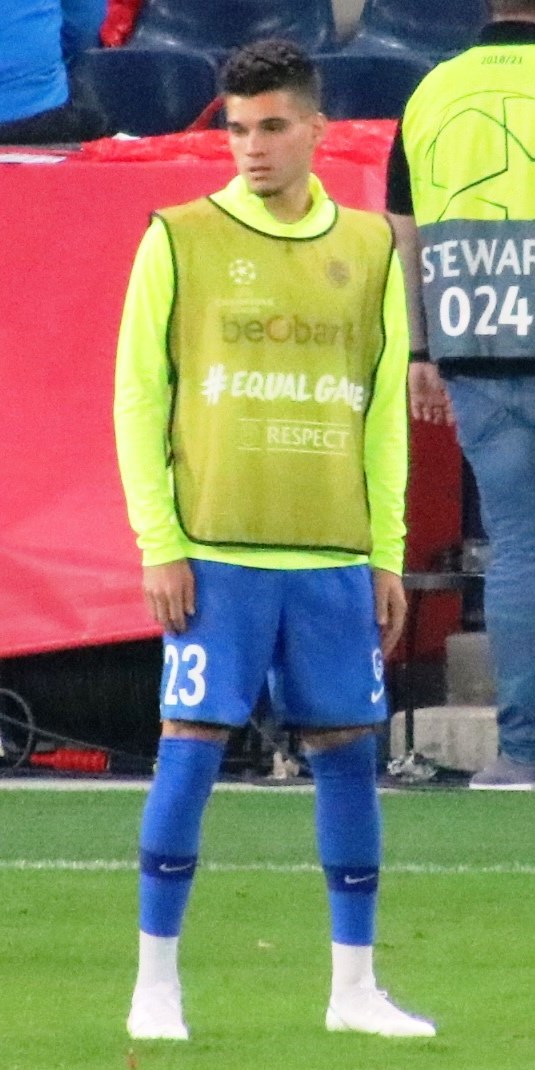
Hagi lors d'un entraînement du KRC Genk en 2019

Après des performances remarquables lors de la saison 2018-2019 et de l'euro espoirs 2019, Hagi est convoité par plusieurs clubs européens dont Anderlecht, le Standard de Liège, le Spartak Moscou et le FC Barcelone qui sont prêts à offrir jusqu'à 12 millions d'euros pour le recruter.
Le 12 juillet 2019, il signe finalement pour le champion de Belgique en titre, le KRC Genk, pour trois saisons et un montant de 10 millions d'euros. Pour son premier match, il marque sur une reprise de volée face à Courtrai et offre la victoire à son équipe, deux minutes après avoir remplacé Benjamin Nygren.

#### Glasgow Rangers (depuis 2020)
Prêté six mois avec option d'achat aux Glasgow Rangers, l'option d’achat est levée le 27 mai 2020 et Hagi signe un contrat de longue durée.
Les Rangers remportent le titre de Premiership écossaise à la fin de la saison 2020-2021. Individuellement, Hagi a également remporté le prix du meneur de jeu de la saison de la Premiership écossaise pour le plus grand nombre de passes décisives (11 passes décisives) au cours de la saison 2020-2021. Le 17 mai 2021, Hagi remporte aussi le titre de jeune joueur de l'année des Rangers.
Le 21 janvier 2022, il est remplacé après 15 minutes d'un match de coupe contre Stirling Albion et ne joue plus pour le reste de la saison en raison d'une grave blessure au genou nécessitant une intervention chirurgicale. Il est revenu le 28 janvier de l'année suivante entrant en jeu à la 72e minute lors d'une victoire 2-0 à domicile contre St Johnstone.
Le 27 août 2023, Hagi rejoint le Deportivo Alavés en prêt pour une saison.

### Carrière en sélection
Hagi représente la Roumanie dans quasiment toutes les catégories de jeunes, avec les moins de 15 ans, moins de 16 ans, moins de 17 ans, moins de 18 ans, moins de 19 ans et enfin espoirs.
Il est à plusieurs reprises capitaine de la sélection des moins de 17 ans. Avec cette équipe, il délivre deux passes décisives contre le Danemark en septembre 2014.
Avec les moins de 19 ans, il est l'auteur d'un triplé contre Saint-Marin (en) en octobre 2016, lors des éliminatoires du championnat d'Europe des moins de 19 ans 2017. Il est également à plusieurs reprises capitaine de cette sélection.
Il reçoit sa première sélection avec les espoirs le 24 mars 2017, en amical contre la Russie. Il délivre une passe décisive à cette occasion. Par la suite, lors de l'année 2018, il inscrit deux buts lors des éliminatoires de l'Euro espoirs 2019, contre la Bosnie Bosnie-Herzégovine et le Liechtenstein. Il participe ensuite l'année suivante à la phase finale du championnat d'Europe espoirs, organisé en Italie. Lors de cette compétition, il s'illustre en inscrivant deux buts lors de la phase de poule, contre la Croatie et l'Angleterre.
Il débute en équipe première lors d'un match de la Ligue des nations de l'UEFA contre la Lituanie, le 17 novembre 2018, où il joue 22 minutes (victoire 3-0).
Il est retenu dans la liste des 26 joueurs roumains du sélectionneur Edward Iordănescu pour participer à l'Euro 2024.

## Statistiques
| Saison                | Club                    | Championnat           | Championnat | Championnat | Coupe nationale | Coupe nationale | Coupe de la Ligue | Coupe de la Ligue | Supercoupe | Supercoupe | Compétition(s) continentale(s) | Compétition(s) continentale(s) | Compétition(s) continentale(s) | Total | Total |
| Saison                | Club                    | Division              | M.          | B.          | M.              | B.              | M.                | B.                | M.         | B.         | Comp.                          | M.                             | B.                             | M.    | B.    |
| 2014-2015             | FC Viitorul Constanța   | Liga I                | 7           | 1           | 0               | 0               | -                 | -                 | -          | -          | -                              | -                              | -                              | 7     | 1     |
| 2015-2016             | FC Viitorul Constanța   | Liga I                | 31          | 3           | 1               | 0               | -                 | -                 | -          | -          | -                              | -                              | -                              | 32    | 3     |
| Sous-total            | Sous-total              | Sous-total            | 38          | 4           | 1               | 0               | -                 | -                 | -          | -          | -                              | -                              | -                              | 39    | 4     |
| 2016-2017             | ACF Fiorentina          | Serie A               | 2           | 0           | -               | -               | -                 | -                 | -          | -          | -                              | -                              | -                              | 2     | 0     |
| Sous-total            | Sous-total              | Sous-total            | 2           | 0           | -               | -               | -                 | -                 | -          | -          | -                              | -                              | -                              | 2     | 0     |
| 2017-2018             | Viitorul Constanța      | Liga I                | 14          | 6           | -               | -               | -                 | -                 | -          | -          | -                              | -                              | -                              | 14    | 6     |
| 2018-2019             | Viitorul Constanța      | Liga I                | 31          | 10          | 4               | 3               | -                 | -                 | -          | -          | C3                             | 4                              | 1                              | 39    | 14    |
| Sous-total            | Sous-total              | Sous-total            | 45          | 16          | 4               | 3               | -                 | -                 | -          | -          | -                              | 4                              | 1                              | 53    | 20    |
| 2019-2020             | KRC Genk                | Pro League            | 14          | 3           | -               | -               | -                 | -                 | -          | -          | C1                             | 5                              | 0                              | 19    | 3     |
| Sous-total            | Sous-total              | Sous-total            | 14          | 3           | -               | -               | -                 | -                 | -          | -          | -                              | 5                              | 0                              | 19    | 3     |
| 2019-2020             | Glasgow Rangers (prêt)  | Scottish Premiership  | 7           | 1           | 2               | 0               | -                 | -                 | -          | -          | C3                             | 4                              | 2                              | 13    | 3     |
| 2020-2021             | Glasgow Rangers         | Scottish Premiership  | 32          | 7           | 2               | 0               | 2                 | 0                 | -          | -          | C3                             | 9                              | 1                              | 45    | 8     |
| 2021-2022             | Glasgow Rangers         | Scottish Premiership  | 15          | 2           | 1               | 0               | 3                 | 1                 | -          | -          | C1+C3                          | 1+7                            | 0+1                            | 27    | 4     |
| 2022-2023             | Glasgow Rangers         | Scottish Premiership  | 8           | 1           | 3               | 0               | -                 | -                 | -          | -          | C1                             | -                              | -                              | 11    | 1     |
| 2023-2024             | Glasgow Rangers         | Scottish Premiership  | 1           | 0           | -               | -               | -                 | -                 | -          | -          | C1                             | 1                              | 0                              | 2     | 0     |
| Sous-total            | Sous-total              | Sous-total            | 63          | 11          | 8               | 0               | 5                 | 1                 | 0          | 0          | -                              | 22                             | 4                              | 98    | 16    |
| 2023-2024             | Deportivo Alavés (prêt) | Liga                  | 15          | 0           | 4               | 2               | -                 | -                 | -          | -          | -                              | -                              | -                              | 19    | 2     |
| Total sur la carrière | Total sur la carrière   | Total sur la carrière | 177         | 34          | 17              | 5               | 5                 | 1                 | 0          | 0          | -                              | 30                             | 5                              | 229   | 45    |

## Palmarès

### Club
- Viitorul Constanța
  - Vainqueur de la Coupe de Roumanie en 2019.
  - Vainqueur de la Supercoupe de Roumanie en 2019.

- KRC Genk
  - Vainqueur de la Supercoupe de Belgique en 2019.

- Glasgow Rangers
  - Champion d'Écosse en 2021.
  - Finaliste de la Ligue Europa en 2022.
  - Finaliste de la Coupe de la Ligue écossaise en 2024